# Schloss Kunzendorf (Trzebieszowice)

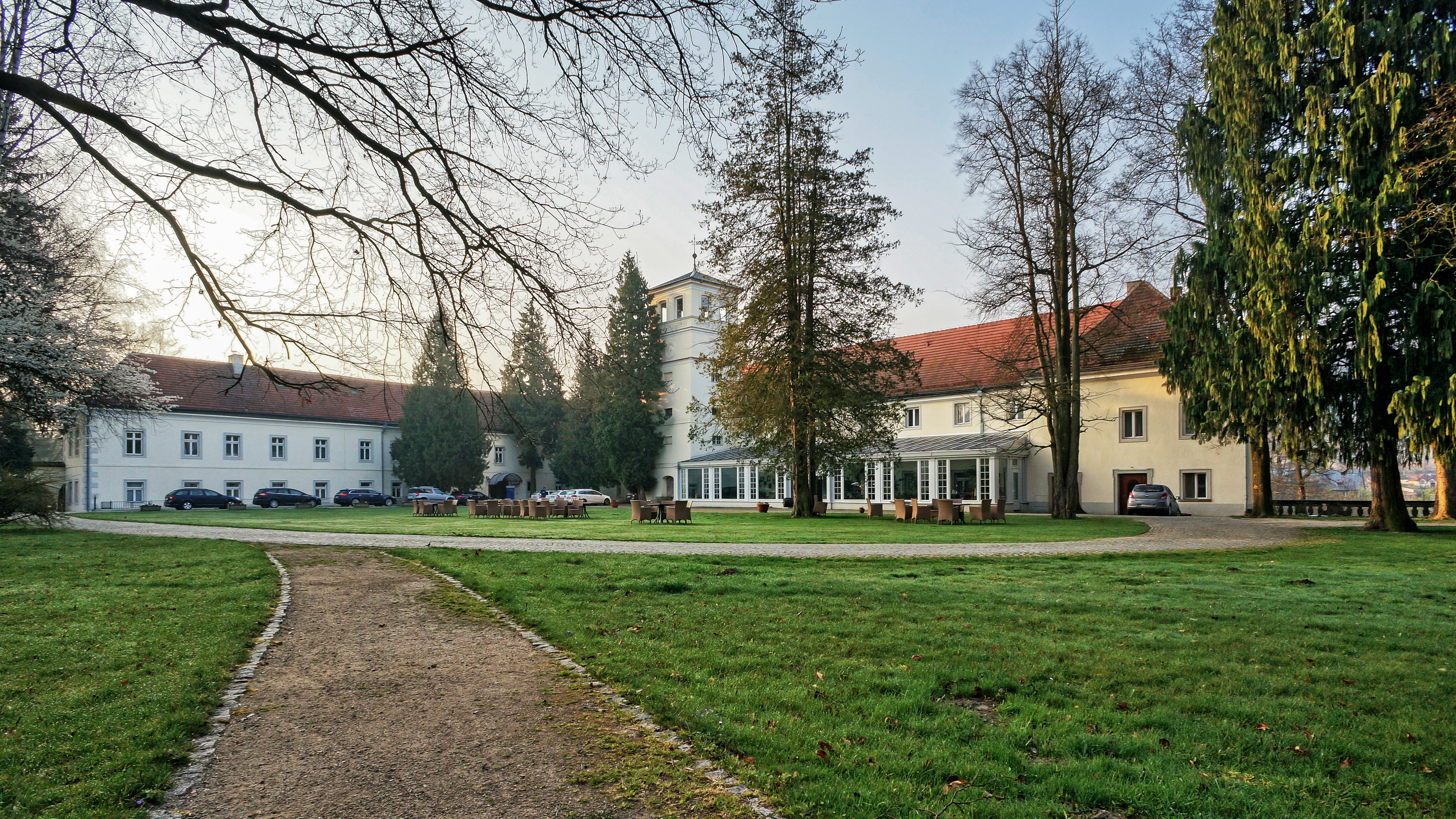
Schloss Kunzendorf, Ansicht von Nordwesten

Das Schloss Kunzendorf (polnisch Pałac w Trzebieszowicach oder auch Zamek na Skale) ist eine Schlossanlage in Trzebieszowice (deutsch Kunzendorf an der Biele) in der Stadt- und Landgemeinde Lądek-Zdrój (Bad Landeck). Es ging aus einem mittelalterlichen Wohnturm hervor, der während der Renaissance von der Familie von Reichenbach zu einem Veste erweitert und bis 1625 zu einem vierflügeligen Schloss umgebaut wurde. Im letzten Viertel des 17. Jahrhunderts um einen langgezogenen Flügel mit Turm erweitert, erhielt die Anlage ihre heutige Gestalt im 19. und zu Beginn des 20. Jahrhunderts. Sie steht samt ihrem Schlosspark seit dem 19. Juli 1977 unter Denkmalschutz und wird heute als Hotel-Restaurant genutzt.

## Geschichte

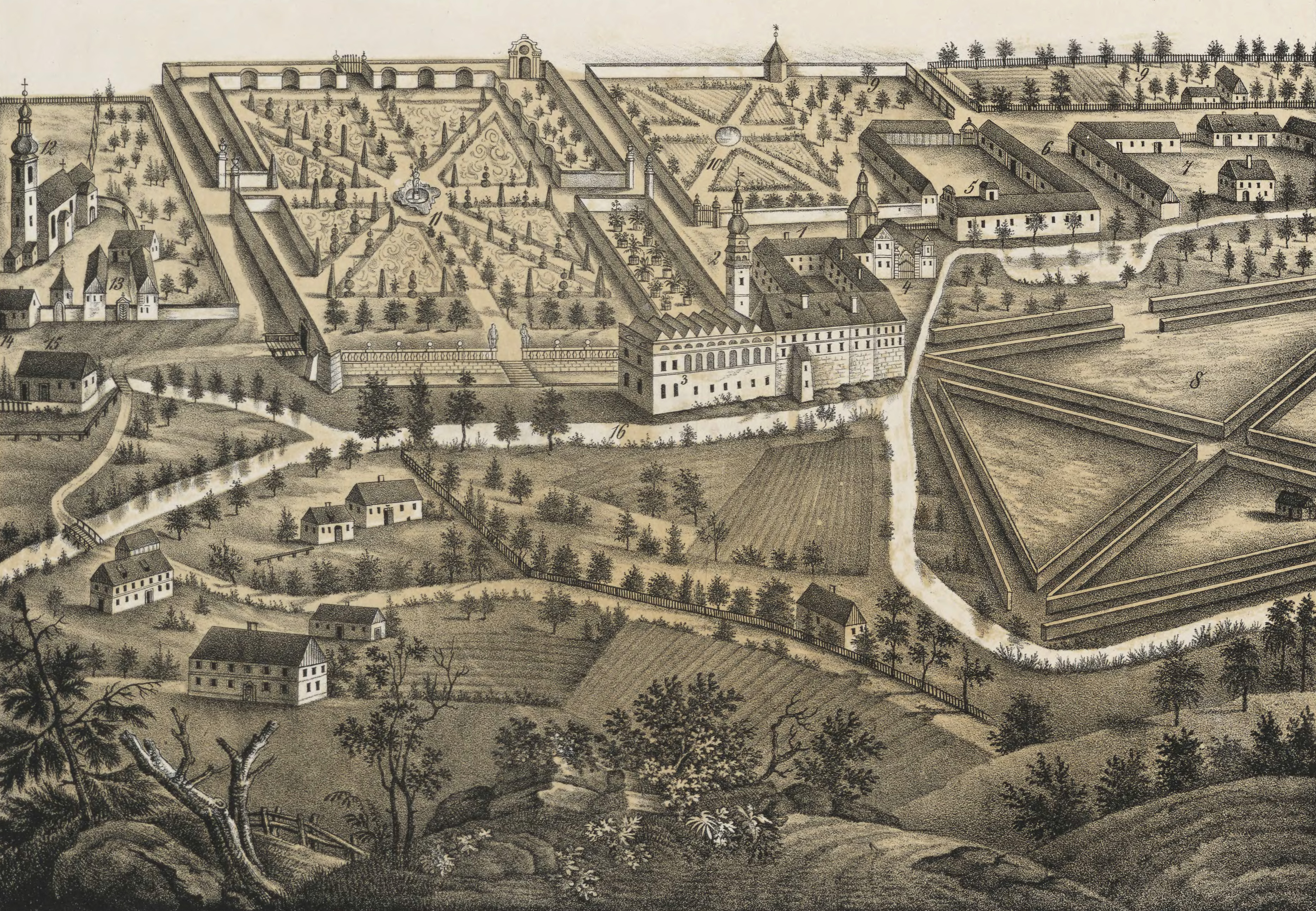
Schloss Kunzendorf im Jahr 1738; Lithografie von Otto Pompejus, 1862

Das Schloss ging aus dem Steinhof, einem adeligen Rittergut, hervor, das im Spätmittelalter am felsigen Nordufer der Landecker Biele errichtet wurde. Ab 1337 gehörte das Gut der Familie Reichenbach, die den mittelalterlichen Wohnturm aus Holz und Stein im 15. Jahrhundert zu einem Festen Haus erweitern ließ. Anschließend wurde das Anwesen von 1550 bis 1625 in mehreren Etappen zu einem Schloss im Stil der Renaissance ausgebaut, wobei das Gebäude in seinen Grundzügen schon 1613 fertiggestellt war. Reste der mittelalterlichen Bausubstanz finden sich heute noch im Keller des Anwesens.
Nach dem Böhmischen Aufstands von 1618 verloren die protestantischen Reichenbach einen Großteil ihrer Güter, unter anderem auch Schloss Kunzendorf. Das Anwesen gelangte 1625 an den Freiherrn Johann Kaspar Stredele von Montani, dessen Familie bis 1678 Eigentümerin blieb. In jenem Jahr veräußerte es Johann Kaspar von Montani an den kaiserlichen Feldzeugmeister Ernst Georg Olivier von Wallis. Dieser begann mit dem Umbau und der Erweiterung des vorhandenen vierflügeligen Schlosses im Stil des Frühbarocks. Dabei wurden dem Bau am Westende des Südtrakts ein neuer Gebäudeflügel mit Pferdeställen, einer zweigeschossigen Orangerie in den Obergeschossen und einem weiteren Turm angefügt. Zugleich wurde ein 12,3 Hektar großer barocker Schlossgarten angelegt. Nach dem Tod des Freiherrn im Jahr 1689 erbte seine Witwe Magdalena, geborene von Attems, den Besitz. Sie übergab ihn 1709 ihrem im Jahr 1706 von Kaiser Joseph I. in den Grafenstand erhobenen Sohn Georg Olivier, der auch die übrigen Teile der Ortschaft Kunzendorf erwarb.
Im Jahr 1783 verkaufte Georg Oliviers Sohn, Stephan Olivier von Wallis, das über 1000 Hektar große Anwesen dem Grafen Friedrich Wilhelm Ludwig von Schlabrendorf. Dessen Sohn Constantin Carl Anton empfing im August 1813 Friedrich Wilhelm III. von Preußen auf dem Schloss, der dort seinen Geburtstag feierte. Der preußische König hielt sich zu jener Zeit gemeinsam mit seiner Familie anlässlich eines Treffens mit dem russischen Zaren Alexander I. in  Landeck auf. Im zweiten Viertel des 19. Jahrhunderts ließ der Schlossherr die Gebäude vermutlich in zwei Bauphasen modernisieren. Dabei wurde die barocke Haube des Turms am Barockanbau durch ein spätklassizistisches Dach ersetzt und ein Anbau an der Nordseite, in dem sich die Schlosskapelle befand, zu einem Belvedere mit neugotischen Fenstern umgestaltet.
Später übernahm Constantin Carl Antons verwitwete Schwester Charlotte das Schloss. Sie hatte 1804 Joseph Friedrich Egon Landgraf zu Fürstenberg-Weitra geheiratet und brachte den Kunzendorfer Besitz kurzzeitig an dessen Familie. Da sie aber am 22. Februar 1864 kinderlos in Wien verstarb, erbte ihre Großnichte Therese, die Enkelin Constantin Carl Antons, das Anwesen. Durch ihre Heirat mit Johann Nepomuk Anton Gotthard, Graf von Harbuval und Chamaré, gelangte Schloss Kunzendorf an diese Familie. Sie nahm von 1903 bis 1905 noch einmal wesentliche Veränderungen – vor allem im Inneren – an der Schlossanlage vor. Der Innenhof des Schlossgevierts wurde mit einem Glasdach überdeckt, um ihn als Wintergarten mit Kamelienbäumen und Palmen nutzen zu können. Außerdem ließen die Schlosseigentümer eine Raumfolge im Ostflügel vollkommen neu mit einer Jugendstildekoration ausstatten. Auch das repräsentative Treppenhaus mit einer aufwändig geschnitzten Täfelung nach Vorbild des Wiener Barock, die das Wappen der Familie Harbuval-Chamaré zeigt, stammt aus jener Zeit.

Schloss Kunzendorf ca. 1900–1905

1916 erwarb der Kommerzienrat und Inhaber der Leipziger Holzgroßhandlung F. Moritz Müller Georg Müller die Anlage zusammen mit dem nahe gelegenen Scheibenhof für 2,75 Millionen Reichsmark. Im Zweiten Weltkrieg wurde das Anwesen von der Roten Armee angegriffen, eingenommen und schließlich geplündert. Infolge des Weltkriegs fiel es 1945 zusammen mit dem größten Teil Schlesiens an Polen. Nach Kriegsende zunächst als psychiatrische Klinik genutzt, wurde im Schloss danach das Ferienheim eines Państwowe gospodarstwo rolne untergebracht. Nach dessen Auflösung um 1992, wurde das Schloss zu einer Tagungsstätte umgebaut. Im Jahr 2005 erwarben polnische Unternehmer die Anlage und ließen sie denkmalgerecht restaurieren, um sie anschließend zu einem 4-Sterne-Hotel mit Restaurant, Konferenzzentrum und Spa umzubauen, das unter dem Namen Zamek na Skale bekannt ist. Einige historische Innenräume können im Rahmen von entgeltlichen Führungen besichtigt werden. 

## Beschreibung

### Schlossgebäude
Die Gestalt des heutigen Schlosses ist das Resultat mehrerer Erweiterungen und Umbauten, die in einer Zeitspanne von mehr als vier Jahrhunderten stattfanden. Kern des heutigen Anwesens ist eine geschlossene Vierflügelanlage, die einen Innenhof mit Arkaden umgibt. Ihr wurde Ende des 17. Jahrhunderts an der Westseite ein langer, barocker Trakt mit einem sechsgeschossigen Vierecksturm angebaut. Letzterer ist von einem Pyramidendach mit bekrönender Wetterfahne abgeschlossen. Sämtliche Bauten der Anlage sind verputzt und besitzen – mit wenigen Ausnahmen – einen gelben Anstrich. Die renaissancezeitlichen Trakte weisen Eckquaderungen und Fenster mit Hausteinrahmung auf. Ihr oberstes Stockwerk ist durch ein Gesims optisch von den darunterliegenden Geschossen getrennt.

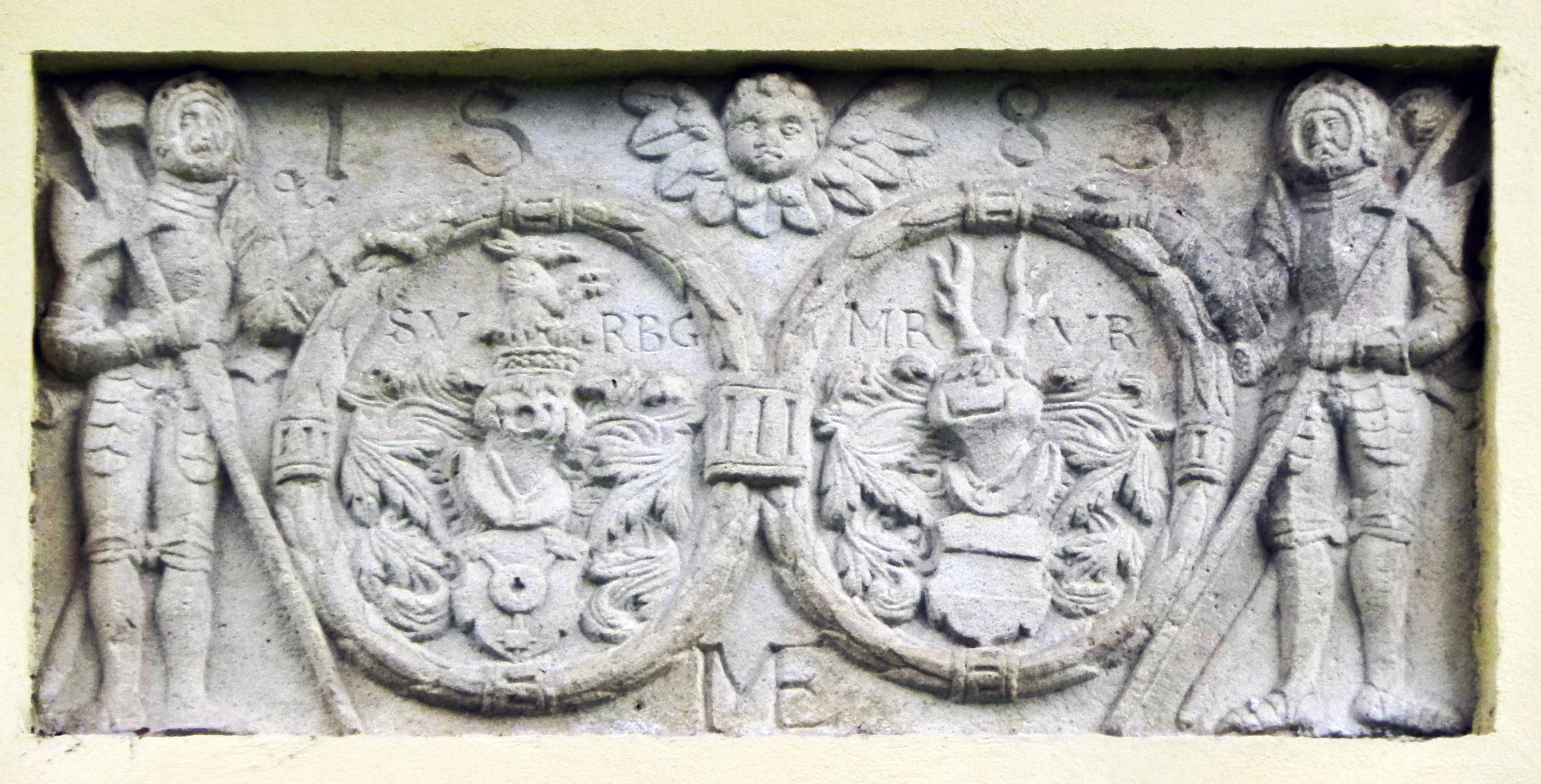
Allianzwappen von Reichenbach/von Ratschin

An der abgeschrägten Südost-Ecke des Schlosses befindet sich im zweiten Obergeschoss ein großer Panorama-Balkon, unter dem das steinerne Allianzwappen der Familien von Reichenbach und von Ratschin hängt. Es zeigt die Jahreszahl 1583, wurde allerdings erst im 20. Jahrhundert an seinem heutigen Platz angebracht. Eine weitere Wappendarstellung findet sich im skulptierten Dreiecksgiebel eines Eingangs im Nordflügel. Der verwitterte Stein zeigt unter anderem das Reichenbach-Wappen, die Jahreszahl 1612 und den Namen „CHRISTOF FRIEDRICH (von) REICHENBACH“.
Durch die verschiedenen Nutzungen und die letztliche Umwidmung zu einem Hotel der gehobenen Klasse ist nur noch wenig der originalen Raumeinrichtung vorhanden. Kunsthistorisch besonders wertvoll sind drei restaurierte Räume im obersten Geschoss des östlichen Schlossflügels. Sie sind mit Täfelungen im Stil der Neorenaissance und des Jugendstils ausgestattet, die zum Teil mit Intarsienarbeiten verziert sind. Ein großer Salon besitzt eine Stuckdecke mit Blumenornamenten und ist mit einem grün glasierten Kachelofen ausgestattet. Ein Türblatt in diesem Raum zeigt das geschnitzte Jugendstil-Relief eines Frauenkopfes, das nach Motiven des tschechischen Künstlers Alfons Mucha gestaltet wurde und die damalige Schlossherrin Wanda von Harbuval-Chamaré darstellen soll.

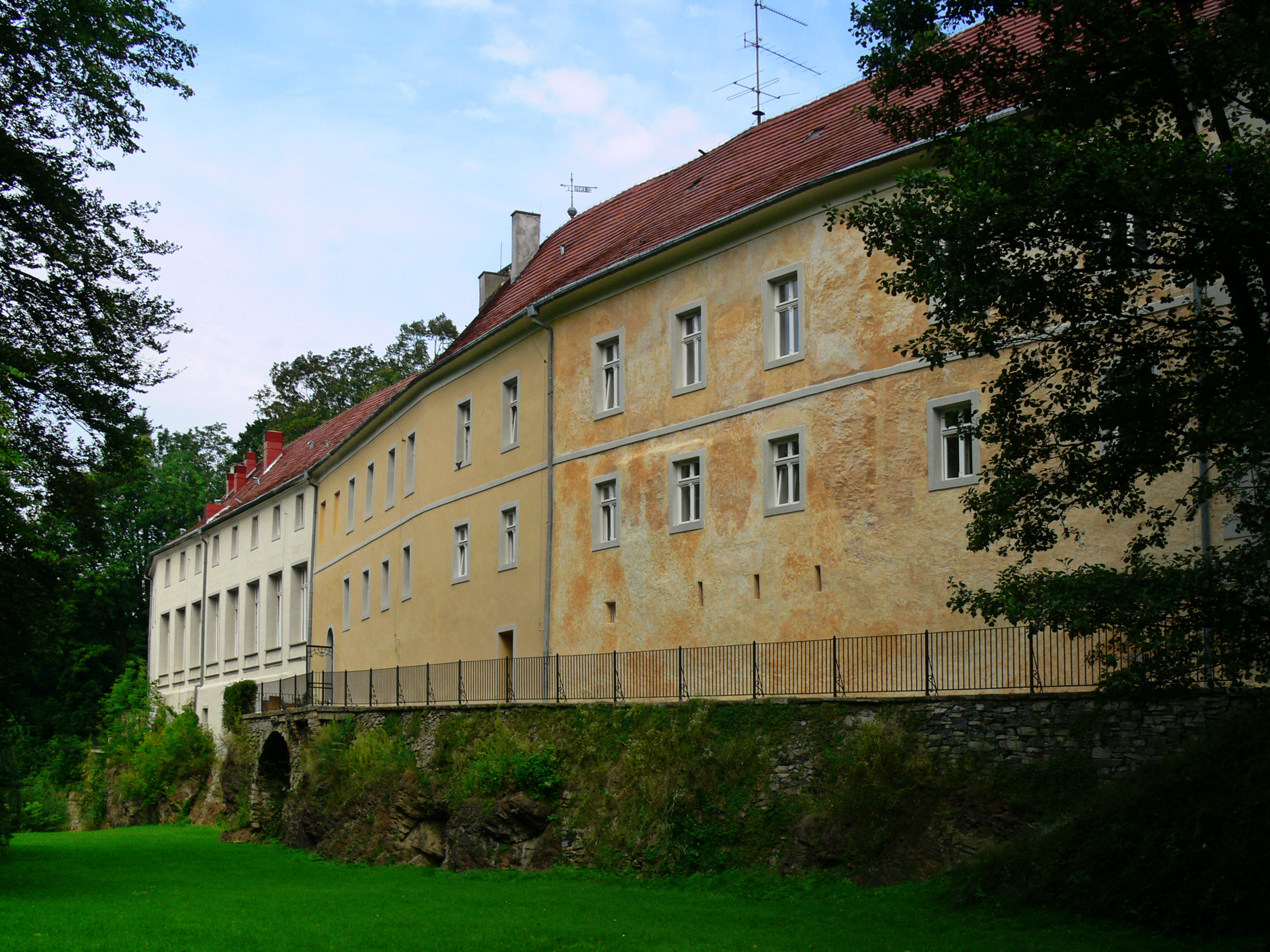
Südflügel mit barockzeitlichem Anbau
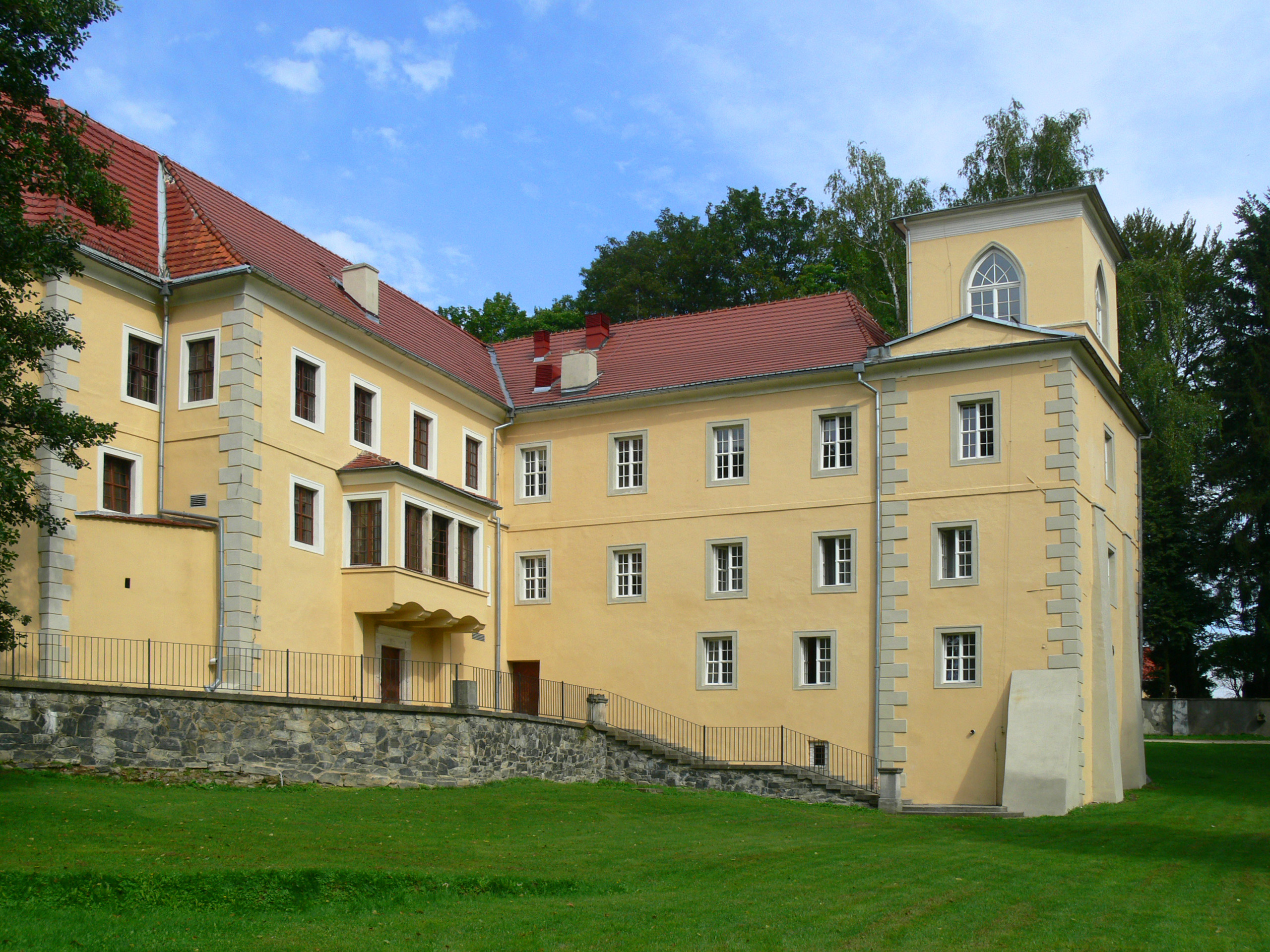
Südost-Ansicht
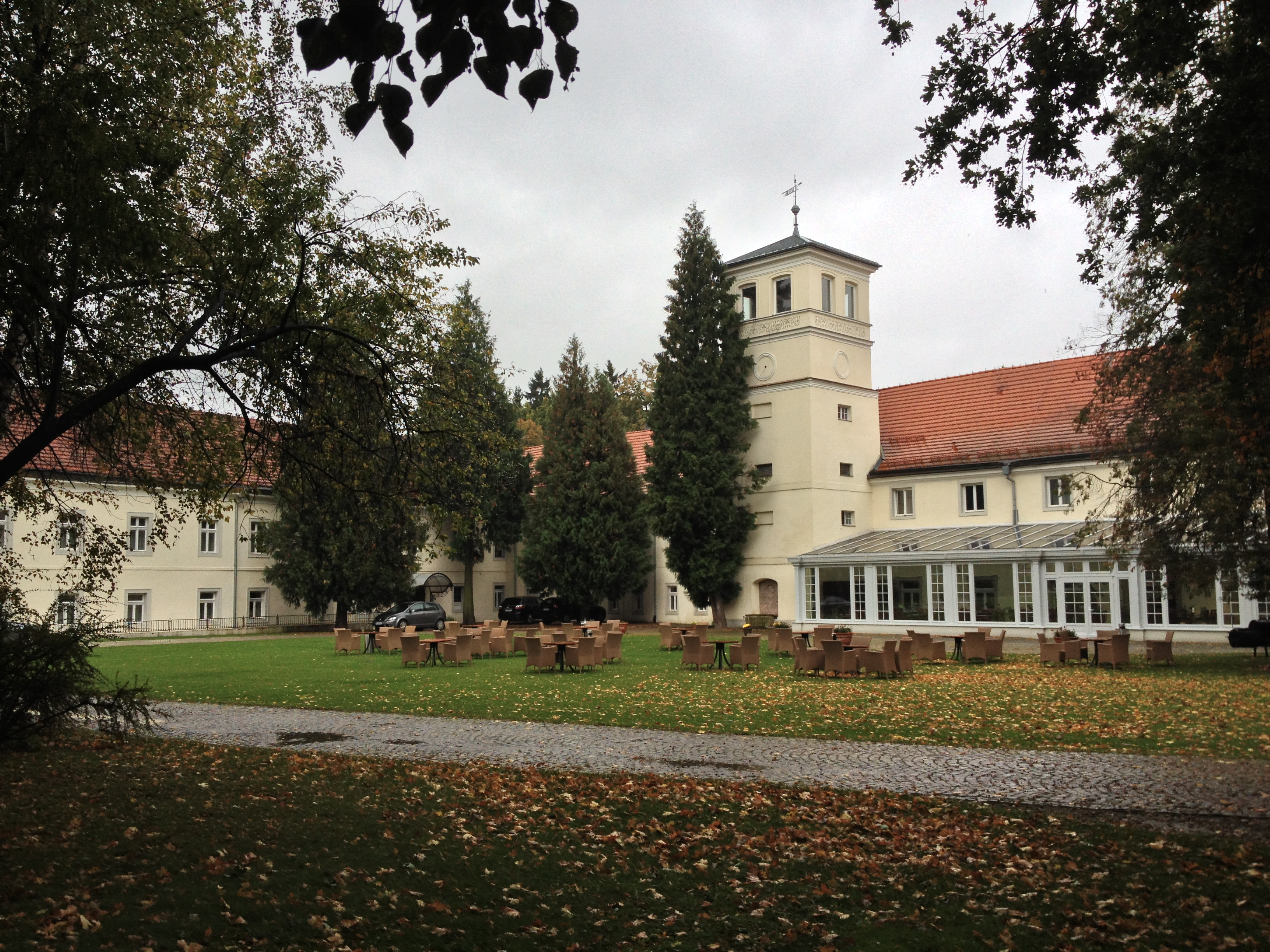
Renaissancezeitlicher Ostflügel (links) und Barockanbau mit Turm
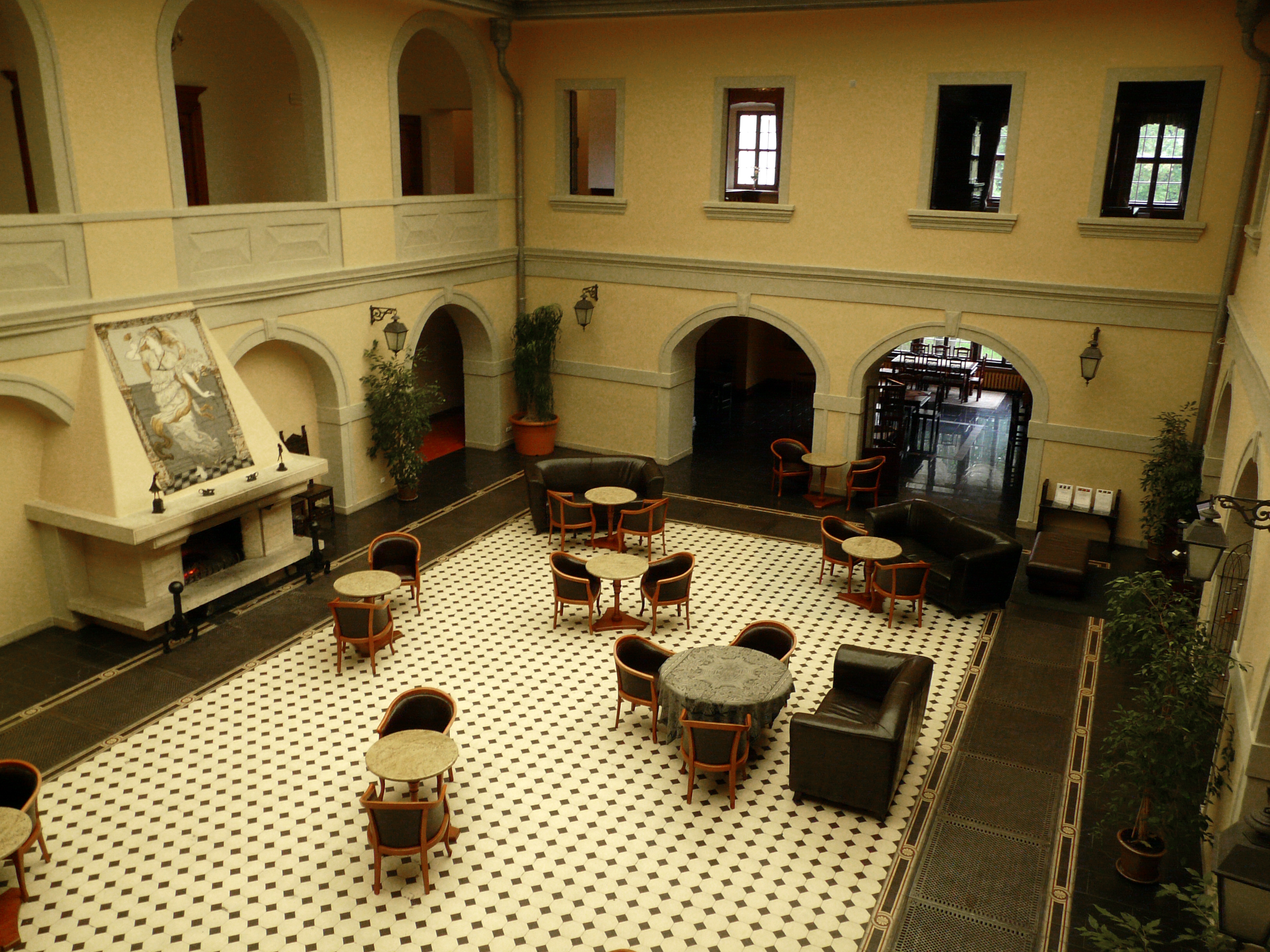
Überdachter Innenhof
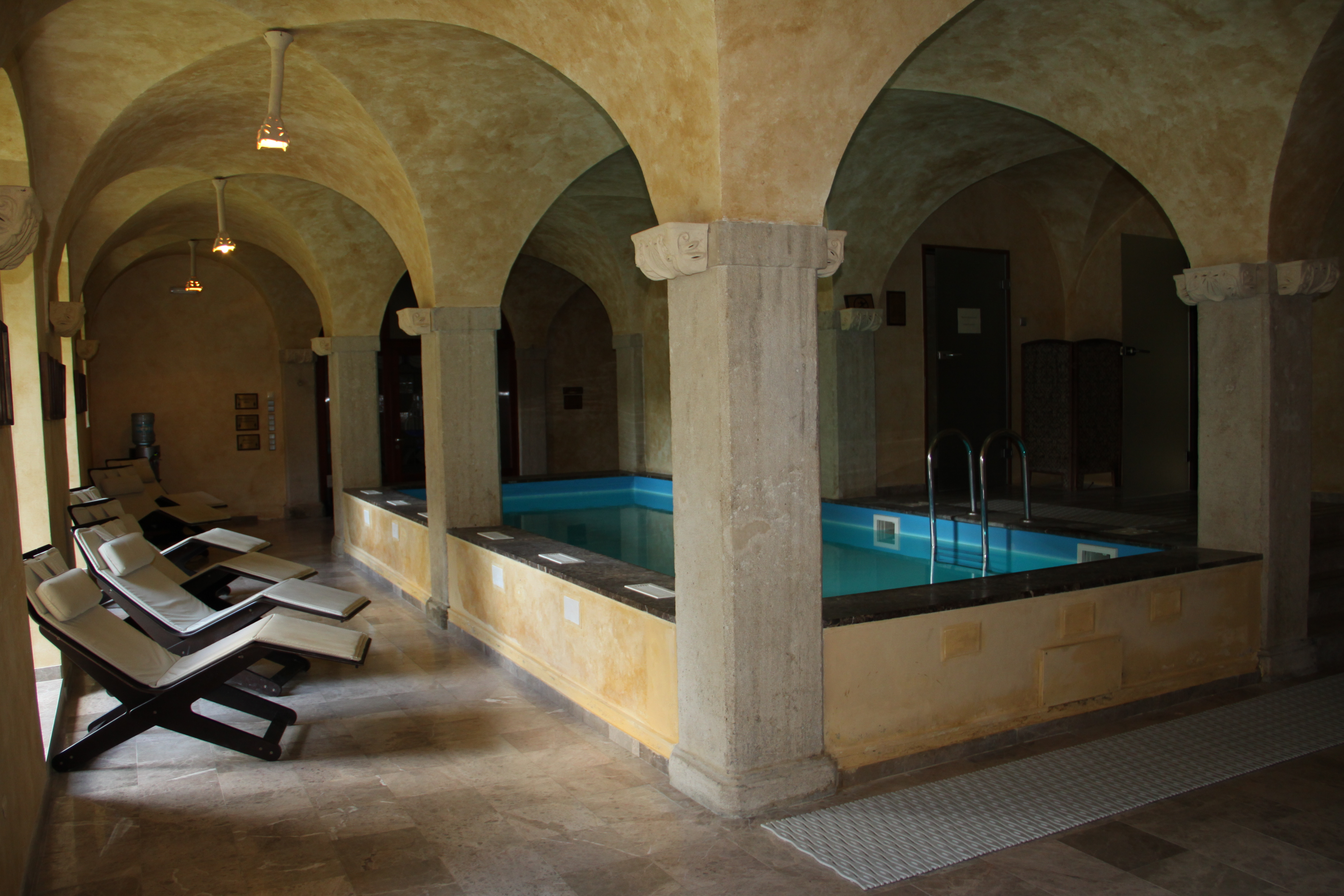
Spa-Bereich im Gewölbekeller des Schlosses

### Schlosspark
Schloss Kunzendorf ist von einem 13 Hektar großen Schlosspark im Landschaftsstil mit altem Baumbestand umgeben. Er ging aus einem Tiergarten östlich des Schlosses hervor, den Joseph Friedrich Egon, Landgraf zu Fürstenberg, nach 1800 umgestalten ließ. Lange Zeit war der Obergärtner Carl Christian Handtmann für die Pflege des Landschaftsparks verantwortlich, ehe er von König Friedrich Wilhelm III. als Hofgärtner nach Schloss Paretz und Sanssouci berufen wurde. Zu den im Park zu findenden Pflanzen zählen neben verschiedenen Eichenarten auch Gehölze wie Mammutbäume, Serbische Fichte, Scheinzypressen und Lebensbäume. Nördlich des Schlossgebäudes liegt die von Mauern eingefasste Fläche des ehemaligen barocken Ziergartens, an dessen Südseite noch eine große Treppe zu einer Aussichtsterrasse an der Landecker Biele führt. Im Rahmen der Sanierung des Ensembles ab 2005 wurden im Park alte Wege und Brücken wiederhergestellt. Der Kunzendorfer Schlosspark gehört zu den besterhaltenen der Region und steht Besuchern unentgeltlich offen.

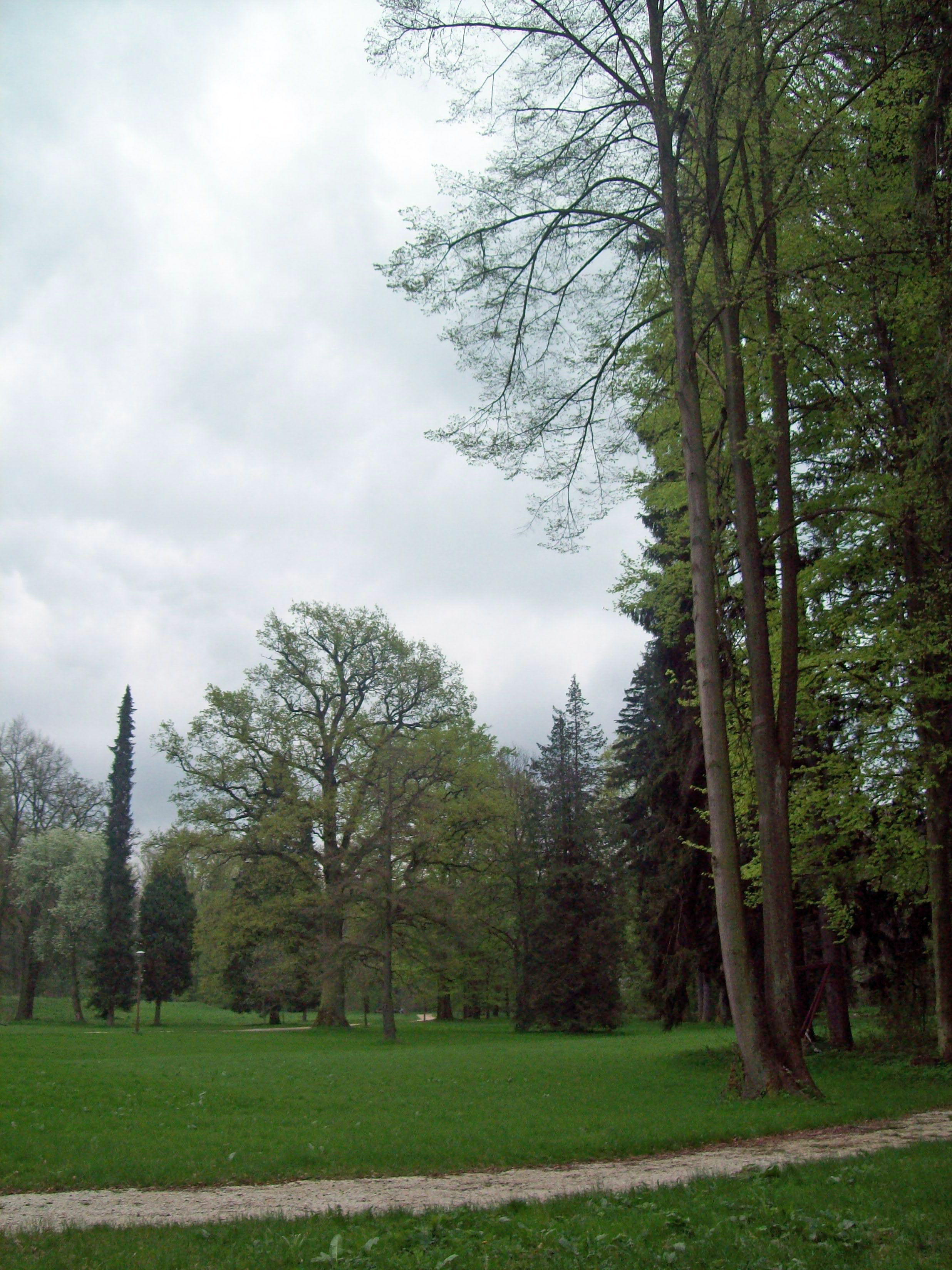
Teil des Landschaftsgartens
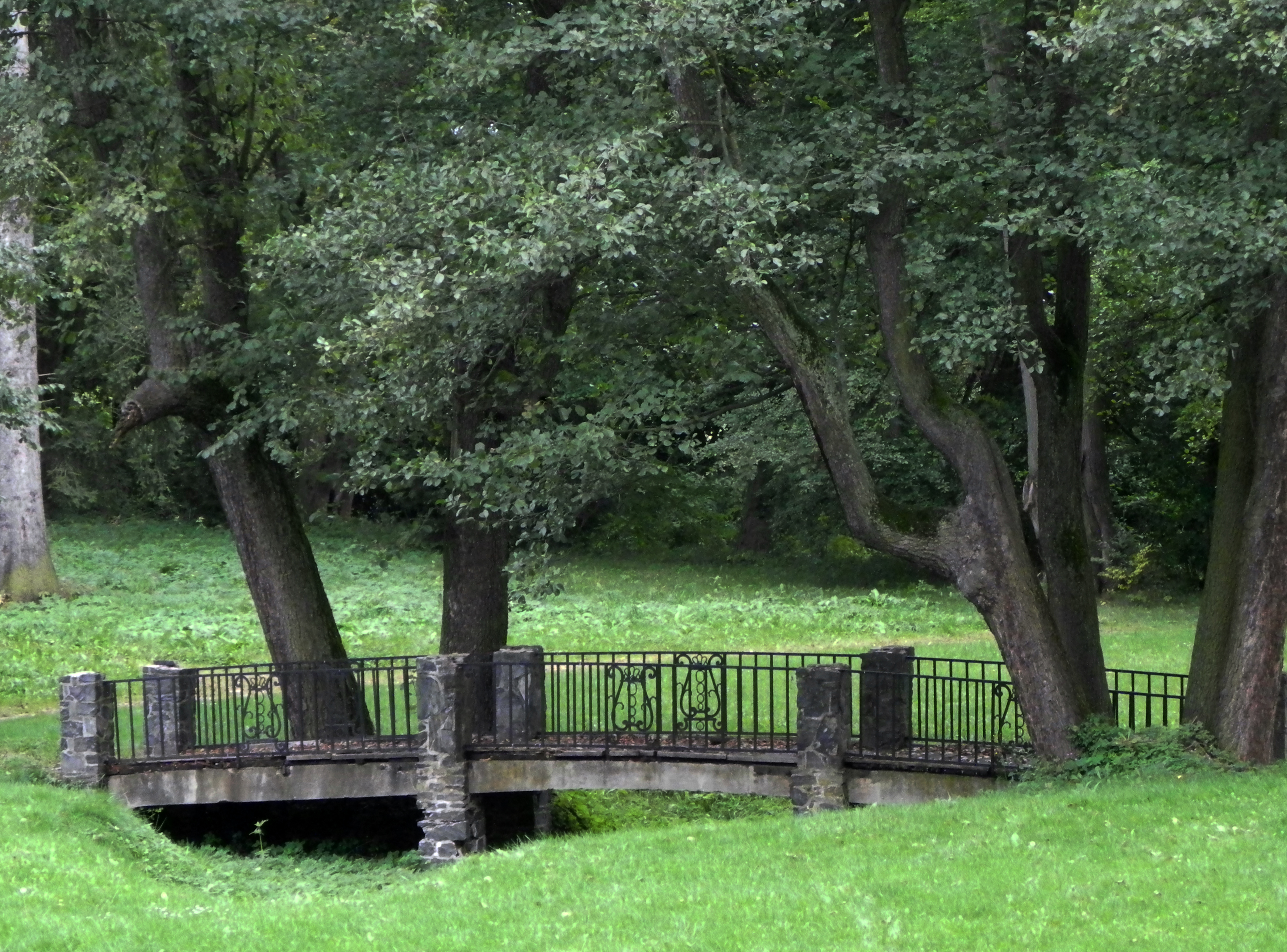
Wiederhergestellte Brücke im Park
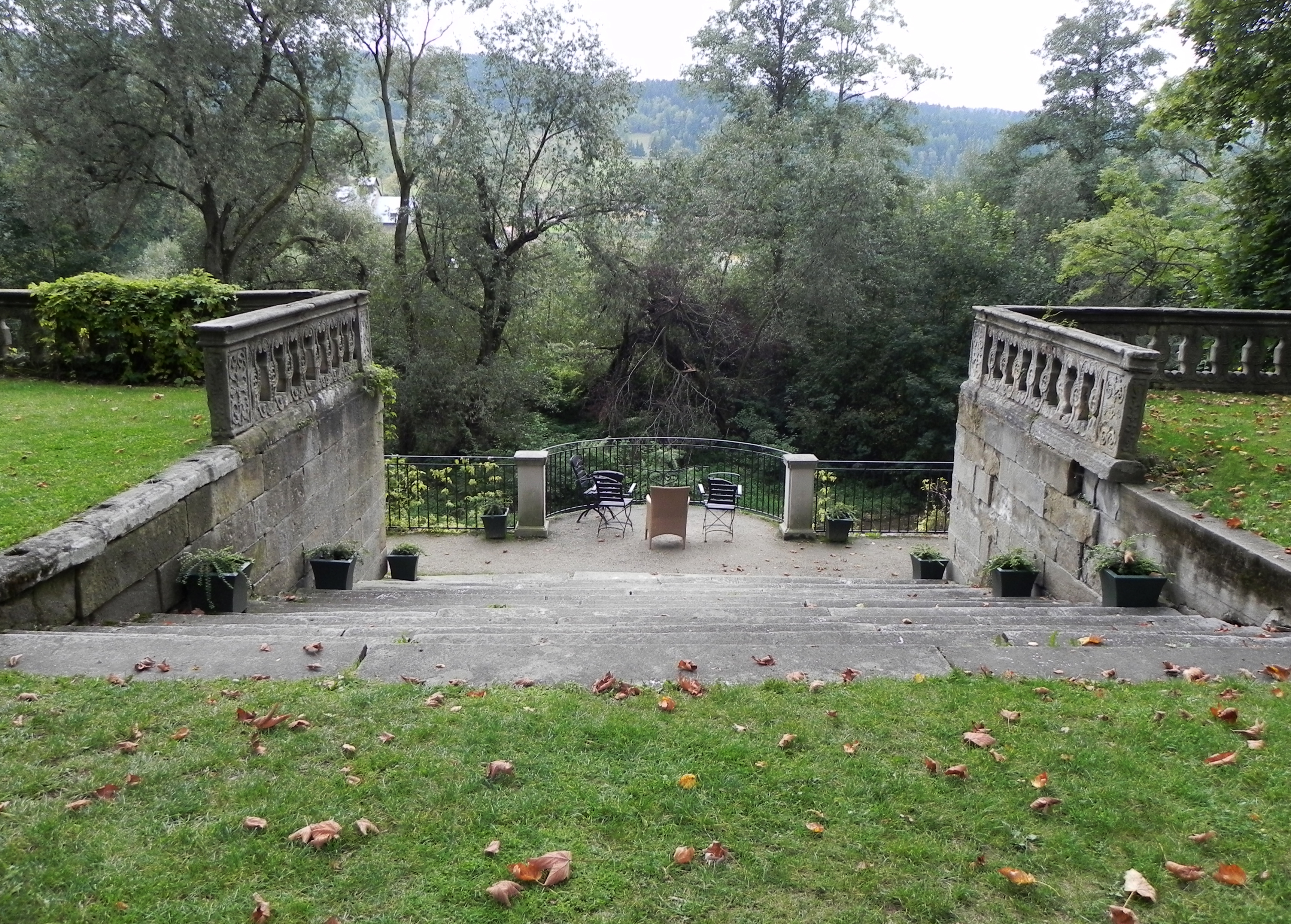
Treppe und Aussichtsterrasse des einstigen Barockgartens
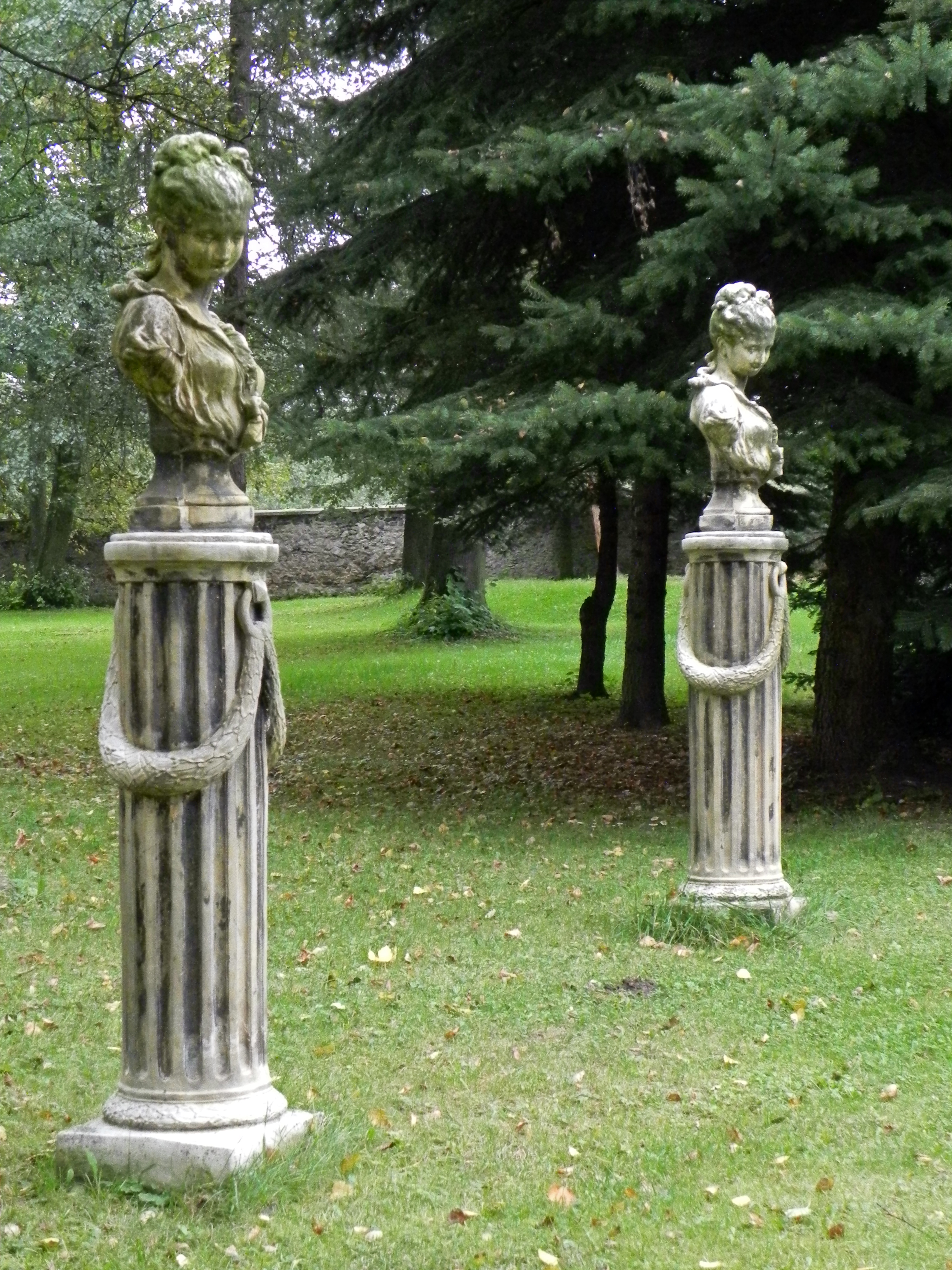
Statuen im Bereich des einstigen Barockgartens